# Собкевич, Антон Иванович
Антон Иванович Собкевич (1 марта 1883 — 23 декабря 1945) — доктор медицины, фтизиатр, профессор Киевского медицинского института, директор Института туберкулёза.

## Биография
Собкевич родился 1 марта 1883 года в селе Максимовичи, Радомысльский уезд, Киевская губерния. Окончил Киево-Софийское духовное училище, а затем и духовную семинарию. Обучение за счёт государства требовало отработать три года по направлению. Однако влечение к медицине было настолько большим, что пришлось в 1904 году поступить на медицинский факультет Томского университета.
Став студентом медицинского факультета, Собкевич начал лабораторные исследования, написал первые научные работы. Его интересовали свойства родниковых вод, мёда, естественная выносливость сибиряков. За работу «Анализ птичьей крови» получил первую золотую медаль. Вторую медаль получил за определение количества серы в моче. Студента-отличника после окончания медицинского факультета (1910) оставили в вузе. Он работал преподавателем, вёл научно-исследовательскую работу в клинике и лаборатории. В годы Первой мировой войны находился на Западном фронте, был главным врачом санитарно-инфекционного лазарета (1914—1918). 
В 1918 году вернулся в Томск, работал преподавателем на медицинском факультете. В 1918 году защитил диссертацию на соискание степени доктора медицины. 
В 1921 году был избран постоянным научным сотрудником Украинской академии наук, переехал в Киев и с 1922 года работал в Киевском медицинском институте (доцент, заместитель декана, декан медицинского факультета), а с 1924 года — заведующий доцентуры по туберкулёзу. В 1926 году был назначен директором Киевского НИИ туберкулёза, которым заведовал до 1929 года.
В 1930 году Собкевича арестовали по обвинению в буржуазном национализме — читал лекции на украинском языке и любил вышитые рубашки, что дало основания для конфискации его имущества и передачи дома с усадьбой в собственность кабельного завода.
В 1931—1935 годах Собкевич был профессором Киевского фармацевтического института, затем — научным сотрудником Киевского НИИ гигиены питания (1935—1938).
Собкевич много внимания уделял научному анализу симптоматики туберкулёза, разработке рекомендаций по рациональному питанию больных. Наряду с лекциями по туберкулёзу он организовывал практические занятия по фтизиатрии для будущих врачей. Собкевич был активным участником украинских врачебных организаций, членом президиума Медицинской секции ВУАН (1929) и членом терминологической комиссии. 
С 1938 года по состоянию здоровья не работал. Умер 23 декабря 1945 года. Похоронен в Киеве на Лукьяновском кладбище рядом с женой Насальской Ниной Евгеньевной (участок № 13-II, ряд 10, место 1).